# Gyala Peri
Gyala Peri (kinesiska  加拉白垒, pinyin: Jiālābáilěi) är ett berg strax öster om Himalaya, vid ingången till Yarlung Tsangpos djupa kanjondal. Berget ingår i bergskedjan Nyenchen Tanglha och räknas därmed till Transhimalaya.
Gyala Peri är 7294 meter högt och har därmed 85:e plats på listan över världens högsta berg. Berget ligger strax norr om Yarlung Tsangpo-floden, som i Indien senare byter namn till Brahmaputra.

## Klättringshistoria
Gyala Peri bestegs framgångsrikt för första gången 1986, av en japansk expedition, via South Ridge. Gruppen behövde en och en halv månad på berget för att genomföra bedriften. Någon ytterligare bestigning finns inte dokumenterad.